# 保生大帝

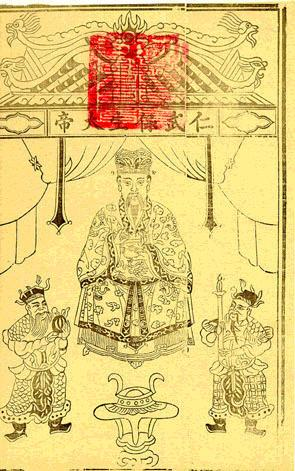
保生大帝

保生大帝（ほせいたいてい）とは、道教における神である。主に、福建省の閩南と台湾で信仰されている。元々閩南の郷土神であったが、移民により台湾へ渡って広く信仰を集めるようになった。称号は「生を保つ」ということで、医神として信仰を集めているが、それにあまりこだわらず、よろず祈願の対象ともなっている。大道公とも呼ばれ、また、泉州市花橋に保生大帝の廟（花橋慈済宮 (zh)）があることから泉州一帯では花橋公とも呼ばれる。生前の名前呉夲については民衆の間ではほとんど誰も気にしないが、これにより呉真人とも呼ばれる。日本の書籍においてしばしば呉本と表記されているがこれは誤りである。宋代には大道真人、忠顕侯、忠顕英恵侯に封ぜられ、明代の1409年に万寿無極保生大帝に封ぜられた。

## 呉夲
呉夲（ご とう、U tao、979年3月15日 - 1036年5月2日）は福建出身のきわめて腕のよい医者であった。このため死後に神としてまつられた。かぞえ58歳没。1166年ごろ勅令により医霊神祠が建立され、慈済の扁額を受けている。
呉夲に関する最古級の一次資料とされるものは次の2つが知られる。南宋の嘉定2年（1209年）の進士である楊志による『慈済宮碑』と、嘉定10年（1217年）の漳州知州である荘夏による『慈済宮碑』であり、ともに清代の『海澄県志』巻22（乾隆年間）に収録されている。これら2つの内容はおおむね異同がないが、楊志による碑のほうがやや詳しいとされる。
上記の最古の資料による、より真実味のありそうな物語と、それ以外の明らかに創作されたであろう伝説を順に示す。

### 『慈済宮碑』によるプロフィール
死後時間がたってから後付けされた設定は種々あるが、『慈済宮碑』の碑文は呉夲が没しさらに公式に神となってから100年ほどなので明らかな後付け設定よりは信用できると見られており、これらに従いアウトラインをとらえると次のようなものである。
顕彰するための碑文に出身身分についての記載がないことから、誇るほどの高貴な出身というわけではなく、おそらく貧民の出身と考えられる。『同安県志』にも貧しい漁民の家庭に生まれ、官職にはついていなかったと記載されている。父は呉通、母は黄氏。どのように習得したか実際のところは不明ながら極めて高い医学スキルを持ち、貴賤を問わず診察・治療するので評判となった。字号が碑文にないことから、在野の医師であったようだ。ベジタリアンであり妻帯はしなかった。没年は両碑文に異同があるものの、楊志による碑に記載された景祐3年（1036年）であると思われる。もう一方の記載は景祐6年としているが、景祐は5年までしかないので明らかに誤りであるため。
死後も霊験があり、呉夲の神前でちょっとした儀式と祈祷をすれば病気が治ったといい、村人らは医霊真人と神名をつけた。さらには農民による豊作祈願や士による功名祈願の対象ともなり、いうなら多機能型の神ともなっていった。

### 後付け設定
おそらく後代に付会されたとみられる伝説には以下のようなものがある。
明清時代に創作された伝説では、生まれからして白亀や北極紫微大帝の転生であるとされた。
『福建通志(zh)』に所載の伝説では、医者の前職として24歳で挙人に及第し御史に任命されたといい、その後数年で引退、帰郷し修行したという。字は華基、号は雲冲（雲衷）。医術習得について、同じく『福建通志』によれば17歳のときに異人より秘法を受けたという伝説が記されている。『台湾捜神記』（劉昌博著、1981年）に収録されている台湾で追加された伝説では、異人が雲の中より降ってきて天上へ連れて行ってくれ、王母娘娘に会い術と医書を得たと言うストーリーである。『同安県志』では崑崙山で西王母に会い、7日で秘術を習得したとされている。
『同安県志』には仁宗の皇后の乳の病を治したという伝説があり、これに似た話が様々作られている。直接触れずに糸でもって脈を取る際、試みにベッドの足（または別の物品）に糸をつないでもそれに気づき、その後改めて皇后の腕に糸をつないで診察したところ、即座に乳の病であると見立て治療したというものである。これは別の皇后だったとする話もあるし、挙人及第後にどういう経緯か皇后の病を診ることになり、これを治したから御史になったという順序の話もある。また、先に医者となっており、死者を生き返らせたので名声が高まり宮廷に出仕したという筋立てもある。
民衆を救うに際してはおふだを水に入れて飲ませることで、明道2年（1033年）の疫病から人々を救っただの、金丹を用いて多くの人々を救っただの、飢饉の際に媽祖の伝説さながら食料を運ぶ船を道術により引き寄せて振舞ったなどという奇蹟譚がある。さらに治療する対象は人だけでなく竜や虎にも及び、感謝した竜はのちに保生大帝の乗り物に、虎は守護者となったという。死についても様々なシチュエーションが伝えられており、薬草採取中に谷底へ転落死というバッドエンドもあれば、鶴に乗って昇天、さらには白昼堂々父母や妹夫婦とともに昇天したというものまである。
呉夲没後の話としては『福建通志』では村を襲った匪賊の撃退に霊験があった、金の軍勢から宋の高宗が逃げる際助力があった、鄱陽湖における戦いで明の太祖を助け陳友諒に勝つことができた、などの伝説がある。宋や明の話は媽祖や青山王 にも類似した話があるが、いずれがオリジナルかはわからない。

## 呉夲以外の保生大帝の前身とされる人物
異説として呉夲以外の人物を保生大帝の前身とする説もあり、以下が知られている。

### 孫思邈
孫思邈（そん しばく、? - 682年（永淳元年））は京兆郡華原県出身の道士。顕慶年間に諫議大夫という官職につくが病気を理由に引退、太白山で修行し、医術に優れ『千金要方』などを著した。享年100余歳という。なぜ福建で崇拝される神が陝西省出身なのかは、説明がつかないとされている。
医書を著したほどの名医であることから訛伝されたものと考えられる。呉夲と同じく竜の目を治したという伝説もあるが、どちらがオリジナルかはわからない。

### 呉猛
呉猛（ご もう、? - ?）は豫章郡艾県出身。道術と薬方の使い手で、起死回生という術も使え、死人を復活させたという伝説が呉夲と共通しているが、これも孫思邈同様にどちらの伝説がオリジナルかはわからない。また、同様に福建との距離的に保生大帝とは無関係と考えられている。

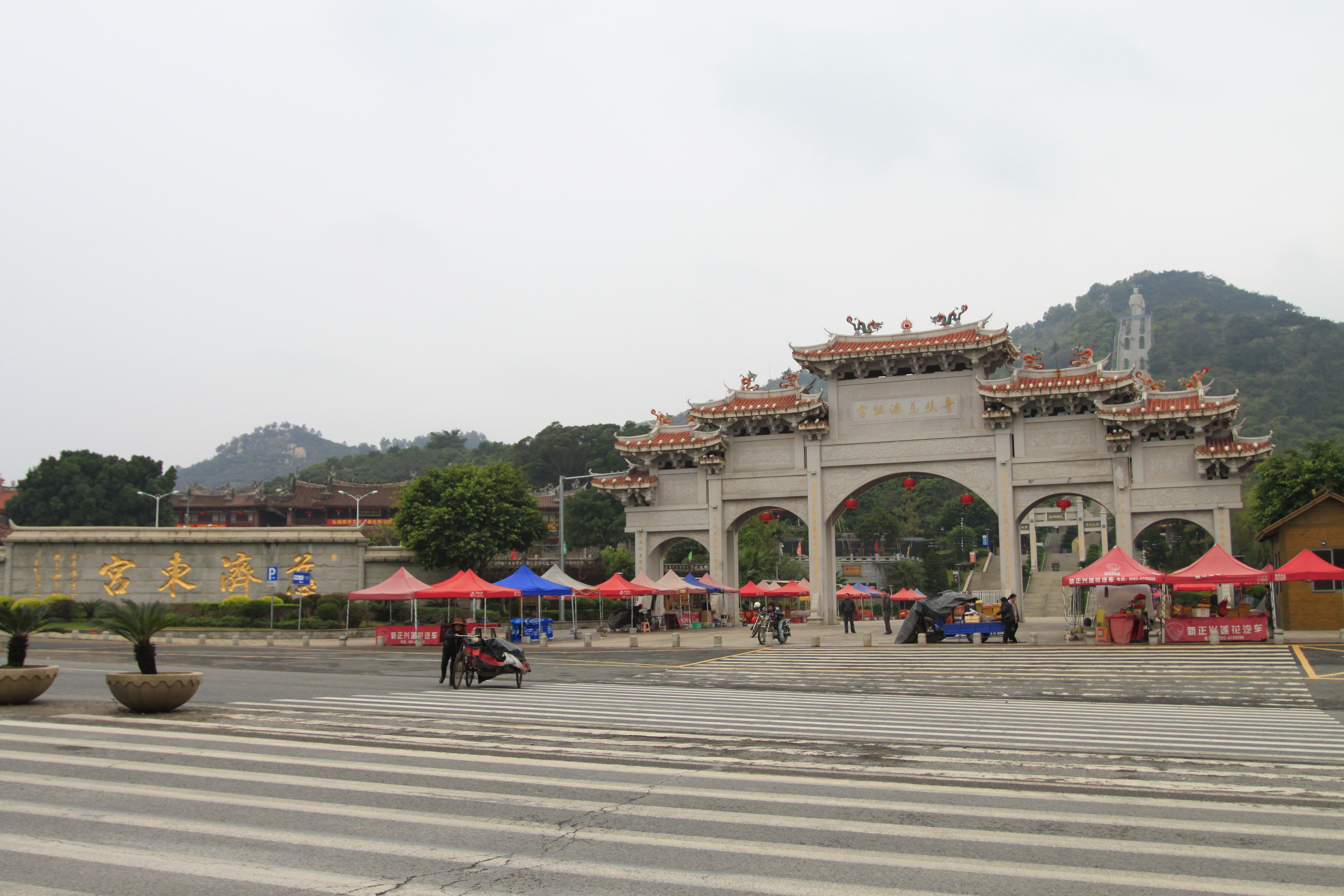
青礁慈済宮

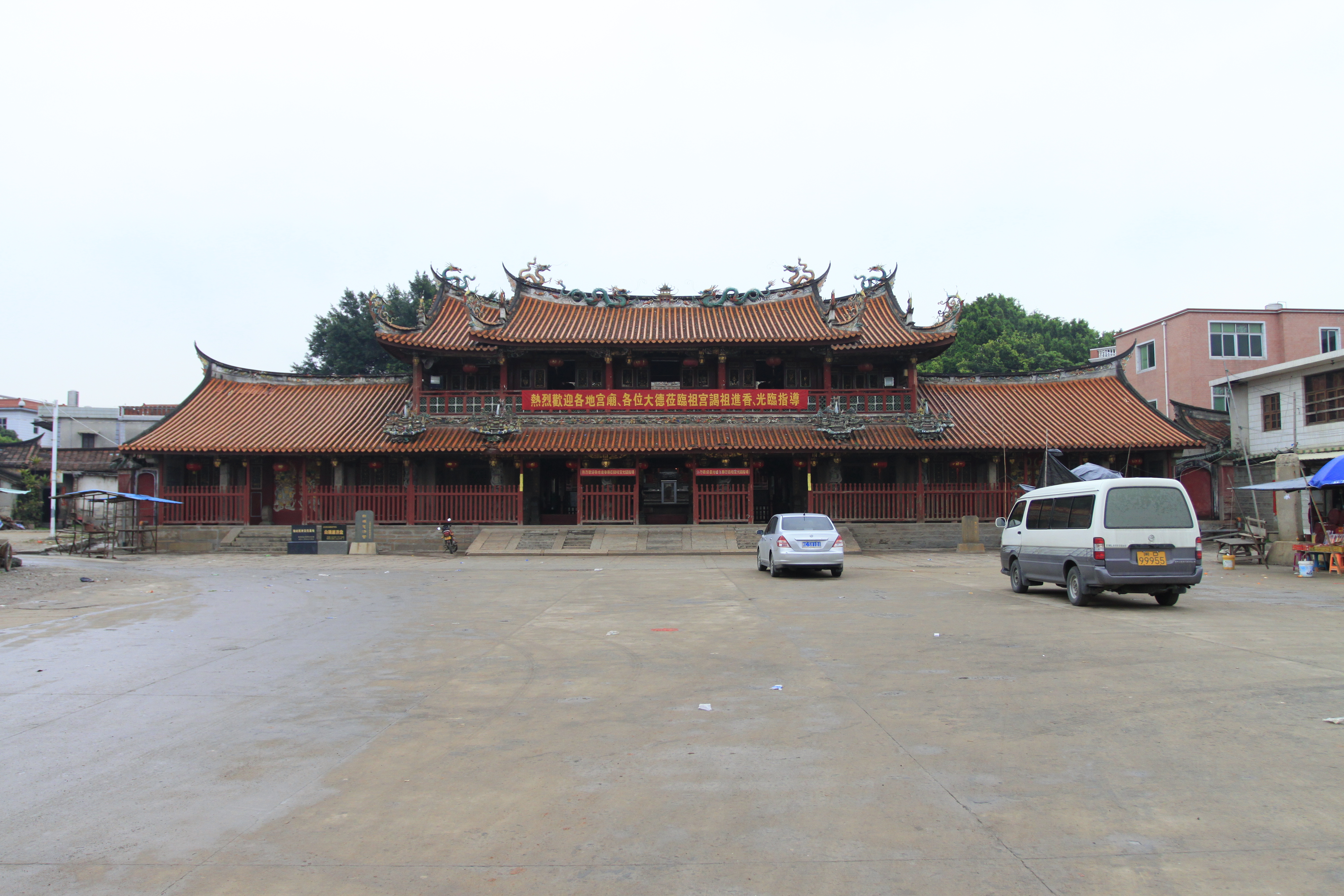
白礁慈済宮

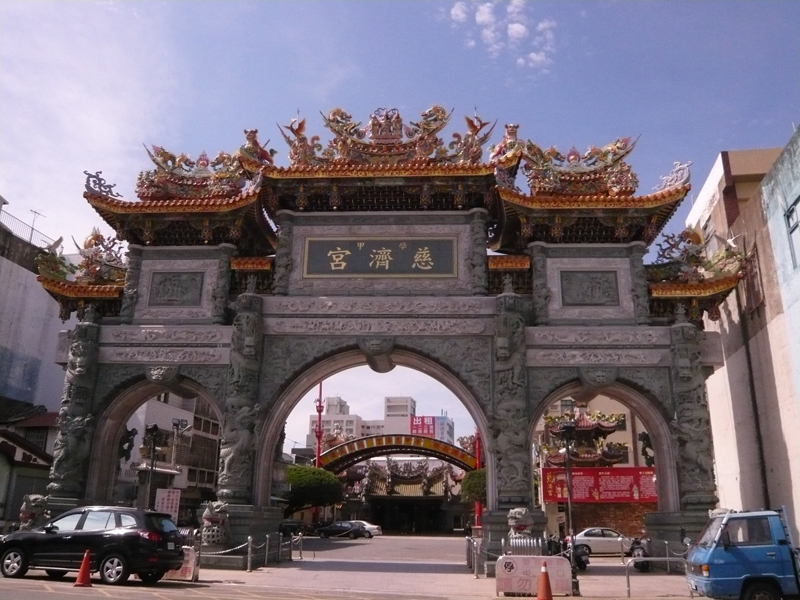
慈済宮（台南）

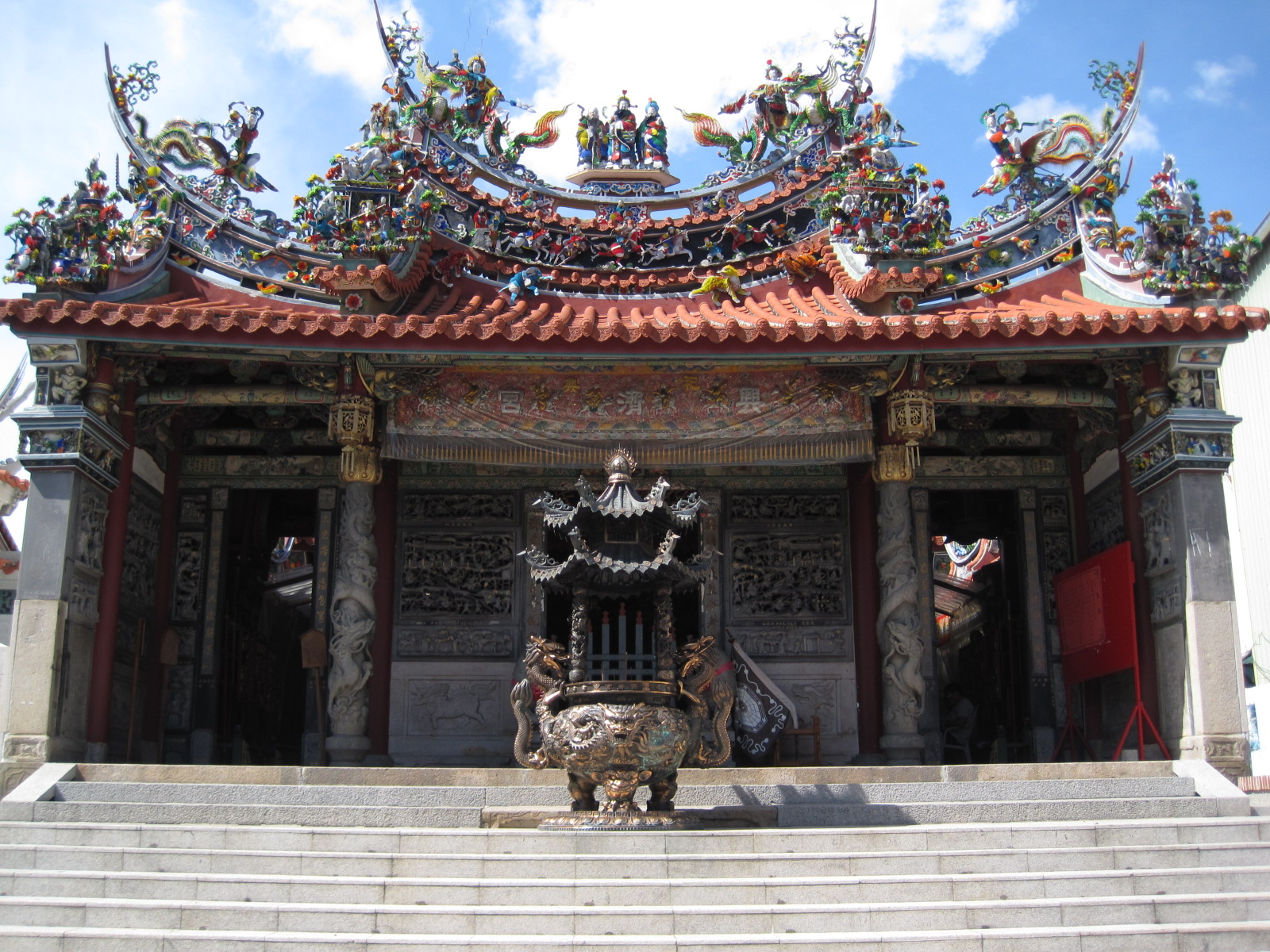
興済宮（台南）

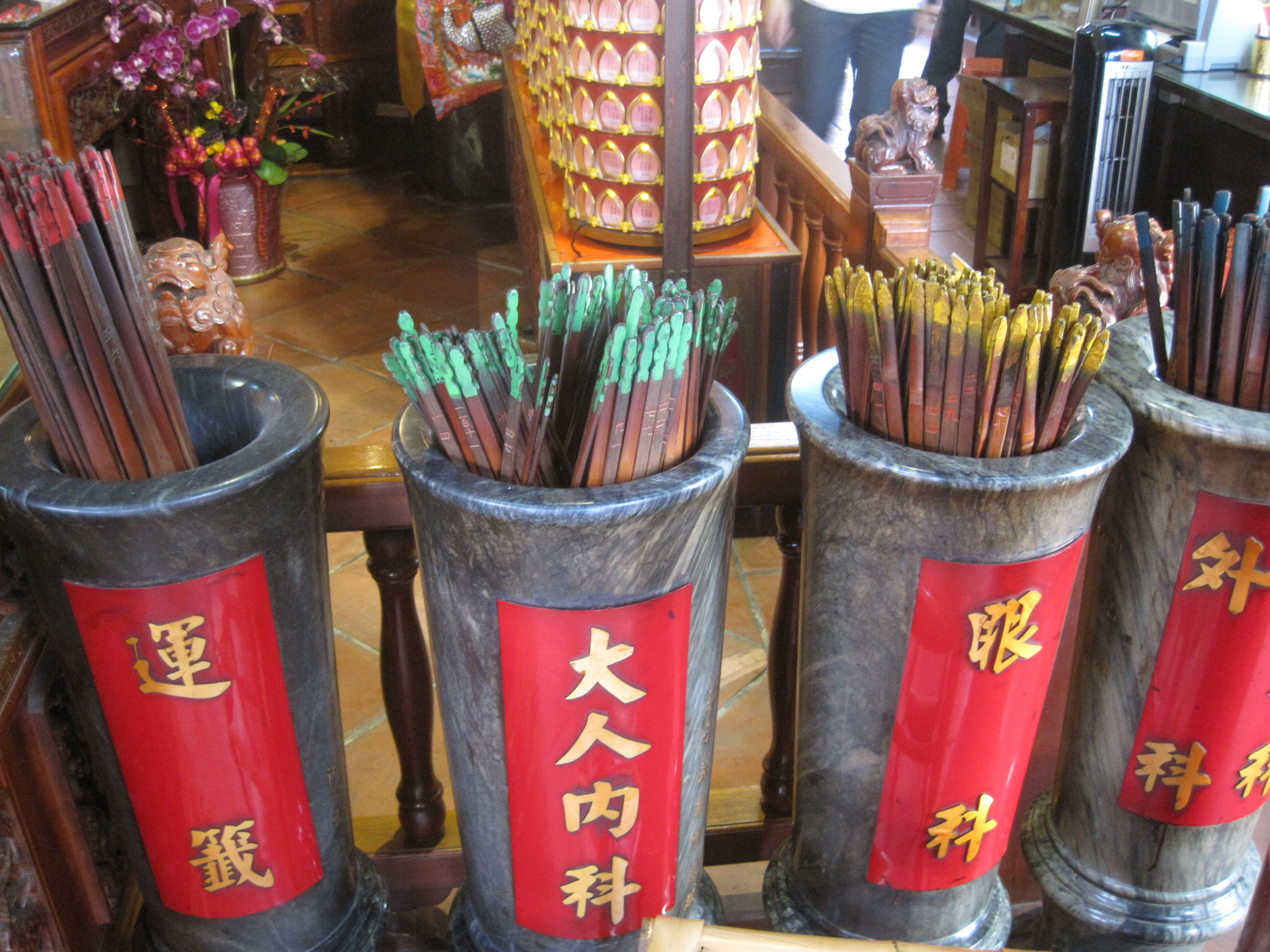
おみくじの例（於：興済宮（台南））

## 信仰の状況
冒頭「台湾で広く信仰を集める」としたが具体的にどの程度か、統計があるので以下に示す。台湾において保生大帝を主神としてまつる寺廟の数は、1918年の調査では109、1934年は117、1960年は140、1985年は165となっている。他の主神との比較のためこれら統計の平均をとって並べる試みが行われており、それによれば保生大帝を主神とする廟は130宇であり、すぐ上位には関帝が201、すぐ下位には三山国王の124となる。ちなみにこのランキング、各年の算出方法に若干の差異があるため数字は挙げていないものの、1、2位は疑いないほど圧倒的に多い福徳正神（土地公、福の神）と有応公（無縁仏）としている。これに続く 3位の王爺（瘟神のグループ。鄭成功などの歴史上の人物に仮託する説もある）は631である。
| 年     | 保生大帝を主神としてまつる廟数 |
| ------ | ------------------------------ |
| 1918年 | 109                            |
| 1934年 | 117                            |
| 1960年 | 140                            |
| 1985年 | 165                            |

台南の学甲慈済宮で3月11日に挙行される上白礁という祭りが有名で、各地からの巡礼とともに呉夲の出生地である白礁に向かって礼拝する。台北の保安宮も知られる。
台湾などで行われる仮想の養子関係を結び運気を補正する「誼子」という民間信仰において、保生大帝が親として設定されるケースが報告されている。「誼子」とは前近代の中国南部にあった風習で、現在も台湾、香港やその他の華人社会、たとえばシンガポールで行われることがある。運気を補正したいものが子となり、親には人、木、神などを設定する。台南市成功路に所在の興済宮(zh)におけるケースでは次のような手順で行われる。まず線香をあげ誼子を宣言する。ポエをやって承諾が得られれば、誼子届を2通もらって適切な日に記入および供物を供えてから1通を焚火し、香火（首から下げるお守り袋で、中に線香の灰を入れる。袋には『玄天』と書かれる）と共にもう1通を持ち帰る。
ところで肝心の閩南では保生大帝の廟は減少傾向にある。呉夲ゆかりの地であり総本山とされる2つの廟があるが、それらの間には元祖争いがある。名称はともに『慈済宮』で、竜海市の白礁村と廈門市の青礁村に立地している。市は違うものの歩いてもすぐの位置にあり、青礁のほうが廟の創建が早く、かつ呉夲昇天の地であるとする一方で、白礁は呉夲の出生地であり、祀ったのはこちらが先であるとしている。青礁のほうが東にあるので東宮、白礁は西にあるので西宮とも呼ばれる。
中華圏におけるこの手の争いでは自廟の格を上げるために伝説のクリエイトなどが起こりがちであるが、学術的な観点からみれば迷惑きわまりないのでなるべく共存共栄をはかるべきと提言されている。両廟はともに1996年に中華人民共和国全国重点文物保護単位として指定されている。
霊験を信じ、おみくじにより処方された薬を飲んで各種の病気を治そうという信仰がある。外科や内科など各種分野別のくじが用意されており、信者は現在の体調にあわせたくじを引き、記された処方に従って何らかの薬を調剤してもらうという仕組みである。しかしながら処方される薬がランダムである以上、これは現代の医学的に見れば好ましい風習ではなく、医者の居ないような寒村ならともかく、そうでないなら少なくとも処方については廃止されるべきであると考えられている。

## 保生大帝をまつる廟の例
- 白礁慈済宮(zh)（福建省漳州市竜海区）
- 青礁慈済宮(zh)（福建省廈門市海滄区）
- 保安宮（台北市）
- 興済宮(zh)（台南市）
- 学甲慈済宮（台南市）

### 注
1. ↑  詳細な出身地は当時の泉州同安県白礁村で、現在の漳州市竜海区角美鎮(zh)白礁村 (朱 1996, p. 186) 。
2. ↑  亀は四神のひとつであり、霊力・知識があり、長寿であると信じられた (朱 1996, p. 192)。
3. ↑  中国語版ではあるが、白礁慈済宮(zh)と青礁慈済宮(zh)も参照。